# ベンザゾシン
ベンザゾシン(Benzazocine)またはベンゾアゾシン(benzoazocine)は、化合物である。アゾシン環にベンゼン環が結合した構造を持つ。関連する化合物にベンゾモルファンがある。